# الثورة (مسلسل)
الثورة (بالفرنسية: La Révolution) هو مسلسل خارق للطبيعة دراما فرنسي من بطولة دودو ماستا، وجوليان سارزين وإن تورياك. تم عرض المسلسل على نتفليكس في 16 أكتوبر 2020. تم إيقاف المسلسل بعد انتهاء الموسم الأول المكون من 8 حلقات.